# Artuš Scheiner

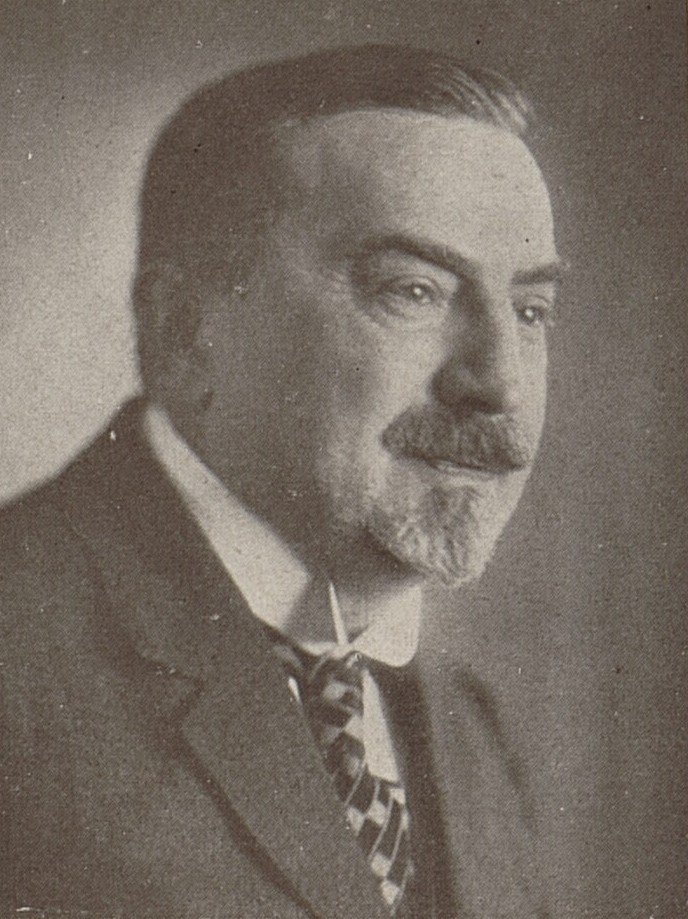
Artuš Scheiner (1927)

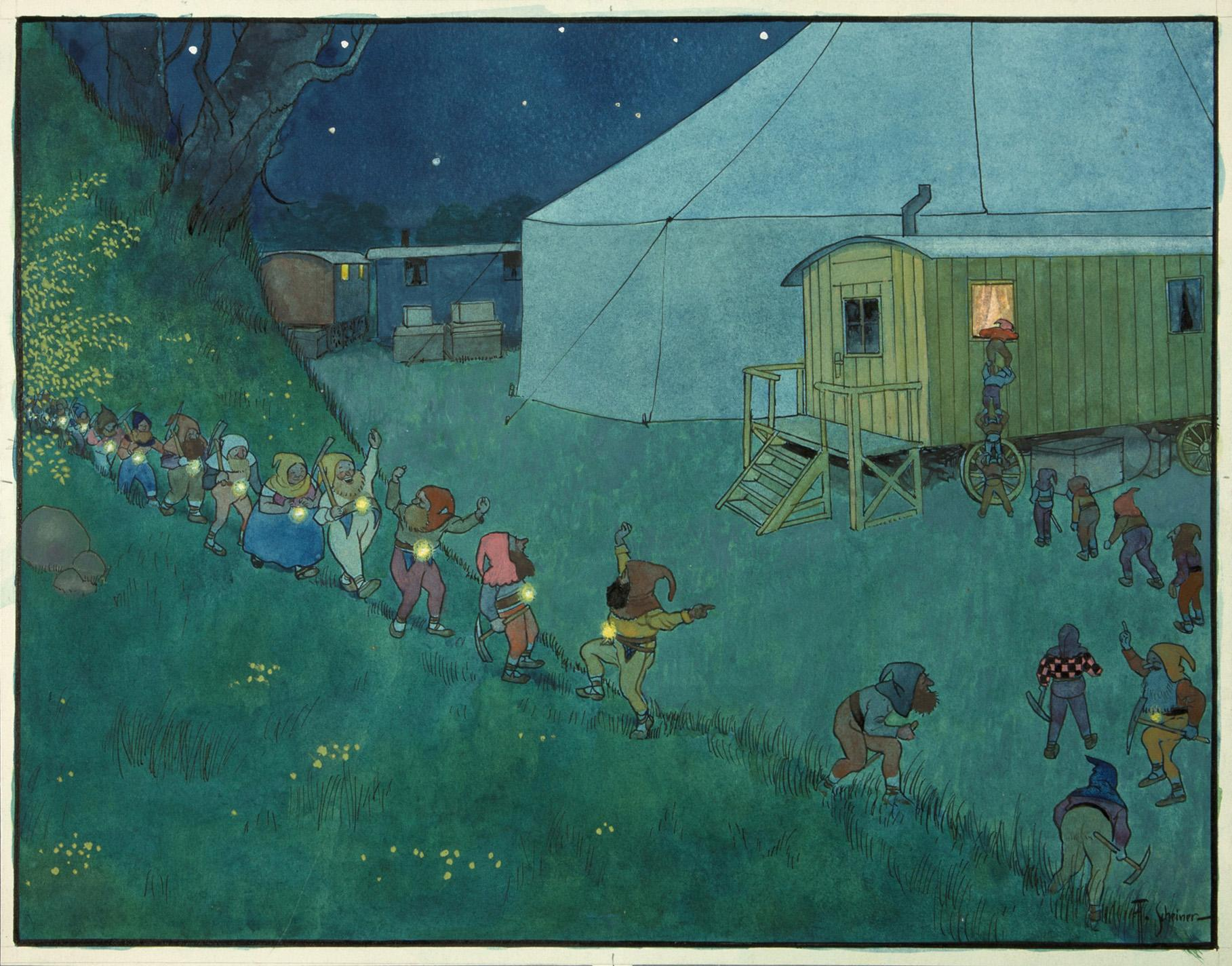
Artuš Scheiner, Umzug der Trolle

Artuš Scheiner (* 28. Oktober 1863 in Benešov; † 20. Dezember 1938 in Prag) war ein tschechischer Illustrator, Zeichner und Maler.
Von Beruf war Scheiner ursprünglich Finanzbeamter in Prag. Bekanntheit erlangte er insbesondere durch seine zahlreichen Illustrationen zu Märchen, Sagen und Romanen. Er illustrierte unter anderem Märchen von Václav Říha, Božena Němcová, Karel Jaromír Erben und Hans Christian Andersen. Er war ein Bruder des Sokol-Funktionärs Josef Scheiner.